# Rapides de LaSalle
Les Rapides de LaSalle sont une équipe de hockey sur glace de la Ligue de hockey semi-professionnelle du Québec de LaSalle à Québec, Canada.

## Historique
L'équipe fut créée en 1999 à la suite du déménagement des Rapides de Lachute. Elle remporte la Coupe Futura lors de la saison 1999-2000. Les Rapides cessèrent leur activité durant la saison 2002-2003.

### Saisons en LHSPQ
Note : PJ : parties jouées, V : victoires, D : défaites, N : matchs nuls, DP : défaite en prolongation, DF : défaite en fusillade, Pts : Points, BP : buts pour, BC : buts contre, Pun : minutes de pénalité
| Saison  | PJ | V  | D  | N | DP | DF | Pts | Classement               | Séries éliminatoires         |
| ------- | -- | -- | -- | - | -- | -- | --- | ------------------------ | ---------------------------- |
| 2002-03 | 24 | 5  | 14 | 3 | 2  | 0  | 15  | 7e place, division est   | Ne participe pas             |
| 2001-02 | 44 | 19 | 20 | 1 | 4  | 0  | 43  | 6e place, division est   | ?                            |
| 2000-01 | 44 | 16 | 24 | 3 | 1  | 0  | 36  | 6e place, division ouest | ?                            |
| 1999-00 | 38 | 25 | 12 | 1 | 0  | 0  | 51  | 1e place, division nord  | Vainqueur de la Coupe Futura |

### Référence
1. ↑  (en) Statistiques des Rapides sur www.hockeydb.com